# کنت فنبیلسن
کنت فنبیلسن (اسپانیایی: Kenneth Vanbilsen‎؛ زادهٔ ۱ ژوئن ۱۹۹۰) دوچرخه‌سوار اهل بلژیک است.
از باشگاه‌هایی که در آن رکاب زده‌است می‌توان به اسپورت فلاندر-بالوزه و تیم دوچرخه‌سواری کوفیدیس اشاره کرد.